# Elezioni regionali in Venezuela del 2017
Le elezioni regionali in Venezuela del 2017 si sono tenute il 15 ottobre, ed hanno visto la vittoria del Grande Polo Patriottico, che ha ottenuto il 52,7% dei voti e 18 governatori su 23. L'affluenza è stata del 61,14%.

## Risultati
| Stato         | candidato del Grande Polo Patriottico | %      | candidato dell'Unità Nazionale | %      |
| ------------- | ------------------------------------- | ------ | ------------------------------ | ------ |
| Amazonas      | Miguel Rodríguez                      | 60.09% | Bernabé Gutiérrez              | 31.08% |
| Anzoátegui    | Aristóbulo Isturiz                    | 47.06% | Antonio Barreto Sira           | 51.69% |
| Apure         | Ramón Carrizales                      | 52.13% | José Montilla                  | 31.79% |
| Aragua        | Rodolfo Marco Torres                  | 57.02% | Ismael García                  | 39.43% |
| Barinas       | Argenis Chávez                        | 53.11% | Freddy Superlano               | 44.14% |
| Bolívar       | Justo Noguera                         | 49.09% | Andrés Velásquez               | 48.83% |
| Carabobo      | Rafael Lacava                         | 52.75% | Alejandro Feo La Cruz          | 45.62% |
| Cojedes       | Margaud Godoy                         | 55.68% | Alberto Galindez               | 42.71% |
| Delta Amacuro | Lisetta Hernández                     | 60.24% | Larissa González               | 38.14% |
| Falcón        | Víctor Clark                          | 52.44% | Eliézer Sirit                  | 43.93% |
| Guárico       | José Vásquez                          | 61.77% | Pedro Loreto                   | 37.29% |
| Lara          | Carmen Meléndez                       | 58.33% | Henri Falcón                   | 40.27% |
| Mérida        | Yeison Guzmán                         | 46.54% | Ramón Guevara                  | 50.82% |
| Miranda       | Héctor Rodríguez                      | 52.78% | Carlos Ocariz                  | 45.67% |
| Monagas       | Yelitza Santaella                     | 54.07% | Guillermo Call                 | 43.83% |
| Nueva Esparta | Carlos Mata Figueroa                  | 47.40% | Alfredo Díaz                   | 51.87% |
| Portuguesa    | Rafael Calles                         | 64.51% | María Beatriz Martínez         | 32.94% |
| Sucre         | Edwin Rojas                           | 59.79% | Robert Alcalá                  | 38.86% |
| Táchira       | José Vielma Mora                      | 35.41% | Laidy Gómez                    | 63.27% |
| Trujillo      | Henry Rangel Silva                    | 59.75% | Carlos González                | 37.74% |
| Vargas        | José García Carneiro                  | 52.98% | José Manuel Olivares           | 45.57% |
| Yaracuy       | Julio León Heredia                    | 62.13% | Luis Parra                     | 35.56% |
| Zulia         | Francisco Arias Cárdenas              | 47.38% | Juan Pablo Guanipa             | 51.35% |